# Pro-ana i Pro-mia
Pro-ana i Pro-mia és una tendència social a promoure diversos trastorns alimentaris que suposadament ajudin a assolir cànons estètics menystenint els hàbits saludables i les dietes equilibrades. La promoció de l'anorèxia és la promoció de conductes relacionades amb el trastorn alimentari anorèxia nerviosa anomenat comunament com pro-ana o ana, i conviu amb el terme menys utilitzat de pro-mia referit a la promoció de la bulímia nerviosa. Els grups pro-ana i pro-mia difereixen àmpliament en les seves postures. La majoria afirmen que existeixen principalment com un entorn sense prejudicis per a la gent que pateix d'anorèxia; un lloc on recórrer, parlar de la seva malaltia i donar suport a aquells que decideixen entrar en recuperació. Altres neguen que l'anorèxia nerviosa sigui una malaltia mental i afirmen, en canvi, que és una opció d'estil de vida que hauria de ser respectada pels metges i la família.
Els llocs pro-ana i pro-mia sovint presenten conceptes en anglès com thinspiration (o thinspo): que acompanyen la generació de continguts com imatges o muntatges de vídeo de dones primes, sovint celebritats, que poden variar des de ser primes naturalment fins a demacrades amb ossos visiblement sobresortints. La comunitat científica reconeix l'anorèxia nerviosa com un trastorn mental greu així com la bulímia nerviosa. Algunes investigacions suggereixen que l'anorèxia nerviosa té la taxa de mortalitat més alta de qualsevol trastorn psicològic.

## Cultura
Els professionals mèdics que tracten els trastorns de la conducta alimentària han observat des de fa temps que els pacients dels programes de recuperació sovint "agrupen símptomes", unint-se estretament per obtenir suport emocional i validació. En aquest context, les persones amb anorèxia poden normalitzar col·lectivament la seva condició, defensant-la no com una malaltia sinó com una realització de l'autocontrol i part essencial de la seva identitat, amb alguns membres d'aquestes comunitats en línia que van tan lluny com per afirmar que morir-se de gana és una elecció d'estil de vida més que una malaltia. Aquestes afirmacions d'"estil de vida" poden ser un símptoma d'anosognòsia. Altres membres de la comunitat s'uneixen per donar suport a la gestió de les seves malalties, com ara compartir consells de reducció de danys i tenir altres persones amb qui parlar sobre les seves experiències que estan passant pel mateix. Molts individus de comunitats pro-ana i pro mia utilitzen la frase "pro per a mi, no per a ningú més" per indicar que només els interessa fomentar els seus propis trastorns, sense animar ningú a imitar el seu comportament.

### Presència en línia
Aquesta incidència ha fet aflorar comunitats a Internet, principalment a través de grups de suport molt units centrats en fòrums web i serveis de xarxes socials com Tumblr, Xanga, LiveJournal, Facebook i Myspace. Aquests grups solen ser petits, vulnerables, en part ocults i caracteritzats per migracions freqüents perquè poden ser tancats sobtadament per múltiples denúncies sobre el seu contingut nociu. També tenen un gran nombre de lectors femenins i sovint són l'únic mitjà de suport disponible per a persones anorèxiques socialment aïllades.
Els membres d'aquests grups de suport poden:
- Aprovar l'anorèxia o la bulímia com a desitjables (84% i 64% respectivament en una enquesta de 2010[11]).
- Compartir tècniques i receptes de dietes molt baixes en calories (el 67% dels llocs en una enquesta de 2006,[12] augmentant al 83% en una enquesta de 2010[11]).
- Ensenyar mútuament en l'ús de pretextos socialment acceptables per rebutjar el menjar, com el veganisme[13] (que és notablement més freqüent en els trastorns alimentaris en general[14]).
- Animar a ser competitius els uns amb els altres per perdre pes, o fer dejunis junts en mostres de solidaritat.
- Compadir-se els uns amb els altres després d'haver trencat el dejuni o l'afartament.
- Assessorar sobre com induir millor el vòmit i sobre l'ús de laxants i emètics.
- Donar consells per amagar la pèrdua de pes als pares i als metges.[15][16]
- Compartir informació sobre com reduir els efectes secundaris de l'anorèxia.[16][17]
- Publica el seu pes, mesures corporals, detalls del seu règim dietètic o fotos d'ells mateixos per demanar acceptació i afirmació.[15][17]
- Suggerir maneres d'ignorar o suprimir els dolors de fam.[16]

Molts espais pro-ana i pro-mia tenen blocs i fòrums en els quals els seus membres busquen companyia publicant sobre la seva vida diària o presumint dels èxits personals de la pèrdua de pes. Les comunitats centrades en aquests llocs poden ser càlidament acollidores (especialment en grups favorables a la recuperació) o, de vegades, tenir recels i desconfiar obertament dels nouvinguts. En particular, l'hostilitat sovint es dirigeix a:
- Les persones amb trastorns alimentaris que expressen la seva desaprovació, inclosos els cònjuges, familiars i amics dels membres que apareixen al lloc per publicar amenaces i advertències.[19]
- Persones a dieta ocasionals que s'uneixen, creient que induir trastorns alimentaris els farà perdre pes de manera més eficaç. A aquestes persones sovint se'ls coneix de manera burlesca com "wannabes" o "wannarèxics".[21]

#### Inspiració
Els llocs pro-ana i pro-mia sovint, en un 84% segons una enquesta de l'any 2010, presenten continguts thinspiration (o thinspo): imatges o muntatges de vídeo de dones primes, sovint celebritats, que poden variar des de ser primes naturalment fins a demacrades amb ossos visiblement sortints. Les bloguers pro-ana, membres del fòrum i els grups de xarxes socials també publiquen inspiracions per motivar-se mútuament cap a una major pèrdua de pes. Per contra, la inspiració inversa presenta imatges d'aliments grassos o persones amb sobrepès destinades a provocar fàstic. Hi ha una important polèmica entre partidaris i opositors de la thinspiration; alguns afirmen que la thinspiration només "glorifica" els trastorns alimentaris mentre que alguns bloggers de thinspiration argumenten que el propòsit de la thinspiration és donar suport a un nivell saludable de pèrdua de pes.
Els clips inspiradors circulen àmpliament als llocs per compartir vídeos, els blocs pro-ana i pro-mia sovint publiquen entrades inspiradores, i molts fòrums tenen fils dedicats a compartir inspiració. La thinspiration també pot prendre la forma de mantres inspiradors, cites o seleccions de lletres de poesia o música popular, el que segons una enquesta de l'any 2003 podia observar-se en un 94% dels llocs web sobre aquesta temàtica.
Sovint, la inspiració per aquests temes té un toc espiritual-ascètic, referint-se al dejuni a través de metàfores de la puresa corporal, el menjar a través d'al·lusions al pecat i la corrupció, i la primesa a través d'imatges d'àngels i vols angelicals. També són habituals exhortacions a la comunitat com "Ana's Creed" (en català "El Credo d'Ana") i "Els Manaments de la Primesa".

### Apel·lació
Els investigadors socials que estudien el fenomen pro-ana tenen explicacions variades per a la seva popularitat, alguns la caracteritzen com un rebuig al consumisme modern i altres suggereixen pro-ana funciona com una estratègia d'afrontament per a aquelles persones que ja estan emocionalment estressats pels trastorns alimentaris. Tanmateix, la majoria estan d'acord en dos elements dels llocs pro-ana:
- Inicialment, els llocs pro-ana atrauen persones amb trastorns alimentaris (que primer visiten per buscar consells i tècniques per baixar de pes) com a persones amb trastorns alimentaris (que busquen consells per amagar els seus comportaments desordenats o minimitzar els danys físics causats per l'excés d'exercici i restricció calòrica severa).
- Els llocs pro-ana donen als seus membres un fort sentit de comunitat i identitat comuna.[31]

### Moda
S'ha destacat l'ús de polseres vermelles portades popularment per partidaris de pro-ana, tant com a forma discreta perquè els anorèxics s'identifiquin socialment com a recordatori tangible per evitar menjar. Les polseres Pro-mia, igualment, són blaves o morades. La majoria d'aquestes polseres són articles simples de bijuteria que es comercialitzen ràpidament en llocs de compres en línia.

## Impacte

### Proliferació
Pro-ana ha proliferat ràpidament a Internet, i alguns observadors van assenyalar una primera onada de llocs pro-ana en serveis d'allotjament web gratuïts a finals dels anys noranta, i una segona onada atribuïda al recent augment dels blocs i serveis de xarxes socials.
Una enquesta de la firma de seguretat a Internet Optenet va trobar un augment del 470% en els llocs pro-ana i pro-mia entre 2006 i 2007. També es va observar un augment similar en un estudi de la Universitat de Maastricht de 2006 que investigava alternatives a la censura de material pro-ana. En l'estudi, l'amfitrió de blocs holandès punt.nl va començar l'octubre de 2006 a presentar als visitants dels blocs pro-ana al seu servei amb un avís de clic que contenia un missatge despectiu i enllaços a llocs favorables a la recuperació. Tot i que els avisos van ser una dissuasió (el 33,6% dels 530.000 visitants únics registrats no van passar més enllà de l'avís), el nombre d'aquests blocs en realitat es va multiplicar per deu, i les seves xifres de trànsit mensual es van duplicar de mitjana al final de l'estudi.

### Audiència
En una enquesta de 2009 de la Katholieke Universiteit Leuven a 711 estudiants de secundària flamencs d'entre 13 i 17 anys, el 12,6% de les noies i el 5,9% dels nois van declarar haver visitat llocs web pro-ana almenys una vegada. En una altra enquesta de 2009, realitzada pel proveïdor de programari de control parental CyberSentinel a 1.500 dones usuàries d'Internet d'entre 6 i 15 anys, una de cada tres va declarar haver cercat en línia consells per fer dietes, mentre que una de cada cinc va informar haver mantingut correspondència amb altres persones a llocs de xarxes socials o a sales de xat per consells per fer dieta.
Els visitants dels llocs web pro-ana també inclourien un nombre important d'aquells que ja tenen un diagnòstic de trastorns alimentaris: una enquesta de 2006 sobre pacients amb trastorns alimentaris a la Stanford Medical School va trobar que el 35,5% havia visitat llocs web pro-ana; d'aquests, el 96,0% va aprendre nous mètodes de pèrdua de pes o depuració d'aquests llocs, mentre que el 46,4% dels espectadors de llocs favorables a la recuperació van aprendre noves tècniques.

### Efectes
Els llocs pro-ana poden afectar negativament el comportament alimentari de les persones amb i també sense trastorns alimentaris. Un estudi de persones sense trastorns alimentaris va demostrar que el 84% dels participants va reduir la ingesta calòrica en una mitjana de 2.470 calories (301 min -7.851 màxim) per setmana després de veure llocs web pro trastorn alimentari. Només el 56% dels participants van percebre realment la reducció de la seva ingesta. Tres setmanes després de l'experiment, el 24% dels participants van informar que continuaven amb estratègies de control de pes des de llocs web pro-ana, tot i que no van continuar visitant aquests llocs. Els controls que visualitzaven llocs web de salut i viatges no van reduir la ingesta calòrica a un nivell significatiu. Altres estudis han descobert que les dones amb diferents nivells de simptomatologia de trastorns alimentaris eren més propenses a comparar imatges i fer exercici després de veure llocs web pro-ana en comparació amb llocs web de control.
Els llocs web pro-ana poden afectar negativament la cognició i l'autopercepció. Les dones que van veure un lloc web pro-ana, però no controlen llocs centrats en la moda o la decoració de la llar, van experimentar un augment de l'afectació negativa i una disminució de l'autoestima, de l'aparença i l'atractiu percebut. També van informar de sentir-se més pesades i tenir més probabilitats de pensar en el seu pes. Els efectes del perfeccionisme, l'IMC, la internalització de l'ideal prim i la simptomatologia preexistent de trastorns en l'alimentació com a moderadors de l'afectació negativa eren comparables a una tria atzarosa, cosa que suggeria que els llocs web pro-ana poden afectar un ampli espectre d'individus, no només aquells amb característiques de trastorns alimentaris.
Una enquesta de 2007 de la Universitat del Sud de Florida a 1.575 noies i dones joves va trobar que aquells que tenien un historial de visualització de llocs web pro-ana no es diferenciaven dels que només consultaven llocs web pro recuperació en qualsevol de les mesures de l'enquesta, inclòs l'índex de massa corporal, la imatge corporal negativa, la insatisfacció amb l'aparença, nivell de pertorbació i restricció dietètica. Tanmateix, els que havien vist llocs web pro-ana tenien una probabilitat moderada de tenir una imatge corporal negativa que els que no ho feien.
De la mateixa manera, les noies de l'enquesta de Lovaina del 2009 que consultaven llocs web pro-ana tenien més probabilitats de tenir una imatge corporal negativa i d'estar insatisfetes amb la seva forma corporal.
Un informe de 2012 de Deloitte Access Economics, encarregat per l'organització sense ànim de lucre australiana The Butterfly Foundation, va estimar que els trastorns alimentaris van provocar pèrdues de productivitat per un total de poc més de 15.000 milions de dòlars australians, amb 1828 (515 homes i 1313 dones) que van morir aquell any per trastorns relacionats amb l'alimentació i diverses complicacions.

### Suport social vs. exacerbació de la malaltia
A diferència dels llocs pro-ana, els llocs pro recuperació estan dissenyats per fomentar el desenvolupament i el manteniment de comportaments i cognicions saludables. Un estudi sobre l'ús de llocs web pro-ana i pro recuperació entre adolescents amb trastorns alimentaris va trobar que els adolescents utilitzaven ambdós tipus de llocs web per seguir conductes amb trastorns alimentaris. Els que van veure llocs pro-ana eren comparables als que van veure llocs favorables a la recuperació pel que fa a la insatisfacció de l'aparença, la restricció i els comportaments bulímics. Més de la meitat dels pares no coneixien cap ús del lloc web d'ED.
Les persones que utilitzen llocs pro-ana informen de menys suport social que els controls i busquen cobrir aquest dèficit mitjançant l'ús de llocs pro-ana. Si bé els usuaris del lloc pro-ana d'aquest estudi van percebre un suport més gran de les comunitats en línia que de les relacions fora de línia, també van informar que se'ls va animar a continuar amb els comportaments de trastorns alimentaris. Els usuaris de llocs pro-ana (n=60) van citar el sentiment de pertinença (77%), el suport social (75%) i el suport a l'opció de continuar amb els comportaments actuals de trastorns alimentaris (54%) com a motius per unir-se a un lloc web pro-ana. Les raons per continuar utilitzant un lloc pro-ana inclouen suport general per a l'estrès (84%), conèixer altres persones amb trastorns alimentaris (50%) i trobar desencadenants de comportaments de trastorns alimentaris (37%). Finalment, els comportaments apresos per primera vegada després de visitar un lloc pro-ana inclouen l'ús d'inspiració (63%), l'ocultació de comportaments de trastorns alimentaris (60%), el dejuni (57%), l'ús de diürètics i laxants (45%), vòmits (23%), l'ús d'alcohol o altres drogues per inhibir la gana (22%) i l'autolesió (22%).
Alguns estudis, però, afirmen que el vincle entre els llocs web pro-ana i l'augment de la incidència dels trastorns de la conducta alimentària no està fortament lligat; en canvi, aquestes comunitats acaben d'augmentar la visibilitat dels afectats. És possible que els professionals de la salut i els acadèmics tinguin ganes de culpar aquestes comunitats a causa d'aquesta major visibilitat i de ser un "objectiu fàcil" per entendre el complex problema de les causes arrels dels trastorns alimentaris.

## Controvèrsia i crítica
Molts professionals mèdics i algunes persones anorèxiques veuen pro-ana com una glamorització d'una malaltia greu. Pro-ana va començar a cridar l'atenció de la premsa quan The Oprah Winfrey Show va emetre un episodi especial l'octubre de 2001 centrat en pro-ana. La pressió del públic i les organitzacions a favor de la recuperació van fer que Yahoo i GeoCities tanquessin els llocs pro-ana. Com a resposta, molts grups prengueren mesures per amagar-se, declinaren les seves intencions com a neutrals i de suport a la recuperació (58% dels llocs en una enquesta de 2006), o entrevistaren els membres per eliminar els que tenien trastorns alimentaris.

### Professió mèdica
Els professionals de la salut i les associacions mèdiques tenen, en general, opinions negatives sobre els grups pro-ana i la informació que difonen:
- L'Associació Nacional d'Anorèxia Nerviosa i Trastorns Associats (ANAD) afirma que els llocs Pro-Ana "poden suposar una greu amenaça per a algunes persones, no només perquè promouen comportaments de trastorns alimentaris, sinó perquè creen un sentit de comunitat que no és saludable. Atrauen la gent impressionable i persuadeixen que la comunitat que lluita contra l'anorèxia pugui fer arribar consells afectuosos i acurats".[61]
- L'Acadèmia de Trastorns de l'Alimentació (AED) va afirmar que "els llocs web que glorifiquen l'anorèxia com a elecció d'estil de vida juguen directament amb la psicologia de les seves víctimes", expressant la seva preocupació perquè els llocs dedicats a la promoció de l'anorèxia com a "opció d'estil de vida" desitjable "ofereixen suport i animen a participar en comportaments que amenacen la salut i descuidar les greus conseqüències de la fam".[62] No obstant això, un dels membres de la seva junta, Eric van Furth, ha assenyalat que els llocs pro-ana tenen relativament pocs visitants i desaconsella la sanció legal d'aquests llocs, afirmant, en canvi, que els mitjans populars tenen el paper més important a l'hora d'establir els ideals de primesa de les dones.[63]
- Bodywhys (l'Associació de Trastorns de l'Alimentació d'Irlanda) assenyala que els llocs pro-ana "poden ajudar la gent a sentir-se menys aïllada, però la comunitat que creen és una comunitat poc saludable que fomenta l'obsessió i la minimització de la gravetat d'aquests trastorns potencialment mortals".[64]
- B-eat (Associació de Trastorns de l'Alimentació del Regne Unit) ha remarcat que els que busquen llocs pro-ana ho fan "per trobar suport, comprensió i acceptació, i no demanem que els llocs siguin prohibits, almenys no per a tothom, sinó considerar com també es pot proporcionar aquesta comprensió i acceptació en espais més saludables perquè aquests llocs no es converteixin en l'únic refugi per a algú que busca entendre el que sent".[65]
- El Reial Col·legi de Psiquiatres del Regne Unit ha demanat al Council of Child Internet Safety, un organisme assessor del govern del Regne Unit, que ampliï la seva definició de contingut en línia nociu per incloure llocs pro-ana i que informi pares i professors dels perills de pro-ana, argumentant que "el context social més ampli en què prosperen els llocs pro-ana i pro-mia és aquell on les dones joves són bombardejades constantment amb imatges tòxiques de suposada perfecció femenina que són impossibles d'aconseguir, i fan que les dones se sentin malament amb elles mateixes i augmenten significativament el risc de trastorns alimentaris".[66][67]
- L'Associació Nacional de Trastorns de l'Alimentació (NEDA) "es pronuncia activament contra els llocs web pro-anorèxia i pro-bulímia. Aquests llocs no proporcionen informació útil sobre el tractament, sinó que animen i donen suport falsament a aquells que, lamentablement, estan malalts, però no busquen ajuda".[68] NEDA també ha advertit que els periodistes sovint fan glamur l'anorèxia associant-la amb l'autocontrol personal i que la cobertura mediàtica de pro-ana sovint desencadena l'anorèxia ja esmentant el pes i el recompte de calories i mostrant fotografies de persones primes.[69]

### Mitjans de comunicació
L'octubre de 2001, The Oprah Winfrey Show va organitzar un especial sobre l'anorèxia; el moviment pro-ana va ser discutit breument pel panell de convidats, que va expressar alarma per l'aparició de llocs web pro-ana i va recomanar l'ús de programari de filtratge per impedir-hi l'accés.
El juliol de 2002, el Baltimore City Paper va publicar un informe d'investigació sobre pro-ana a la xarxa.
"Growing up Online", un episodi de gener de 2008 del programa de televisió PBS Frontline, també va incloure una breu discussió sobre pro-ana.
La novel·la Wintergirls del 2009 presenta una protagonista amb anorèxia, que en un moment de la novel·la busca el suport d'un fòrum pro-ana, referint-se a la gent d'allà com "les seves germanes" i "les úniques persones que l'entenen".
L'abril de 2009, The Truth about Online Anorexia, un documental d'investigació sobre pro-ana a Internet, es va emetre a ITV1 al Regne Unit presentat per BBC Radio 1 amb Fearne Cotton com a presentadora la qual s'horroritzà en descobrir que ella havia sigut utilitzada com a model per aquests llocs web pro-ana.
L'abril de 2012, en un discurs a la Universitat Harvard, l'editora de Vogue Itàlia, Franca Sozzani, va admetre que la indústria de la moda podria ser una de les causes del recent augment dels trastorns de la conducta alimentària, però que la indústria estava sent injustament acusada per culpa: "Com es pot causar tot això? I com és que Twiggy, que segurament avui seria considerada una anorèxica, no va generar polèmica als anys seixanta i no va produir una sèrie de seguidors de l'anorèxia? Segons Sozzani, els llocs pro-ana eren més efectius que les mateixes models a l'hora de promoure els trastorns alimentaris, i que l'obesitat era un problema de salut pública més urgent que la indústria alimentària no estava sent atacada per agreujar".
L'existència de blogs i fòrums pro-ana es va destacar a la pel·lícula Lifetime 2014 Starving in Suburbia, que va protagonitzar l'actriu polonesa Izabella Miko com "ButterflyAna", una bella model i moderadora a Internet que promociona religiosament l'anorèxia entre els seguidors del seu bloc. Això fa que l'adolescent Hannah (Laura Wiggins) es torni severament anorèxica; aquesta també va ser la primera pel·lícula de Lifetime que va abordar el tema de l'anorèxia entre homes i nens, quan es revela que el germà de Hannah, Leo, pateix anorèxia i després mor a causa de les complicacions de salut del trastorn.

### Arts
Thirty-two kilos, una exposició de la fotògrafa Ivonne Thein, es va exposar al centre d'exposicions d'art Postfuhramt de Berlín el maig de 2008 i al Goethe-Institut de Washington el gener de 2009, amb fotografies de dones joves manipulades digitalment per semblar esquelèticament extremament primes. Thein va dir que les fotografies estaven pensades com una imatge burlesca i satírica sobre el fenomen pro-ana. No obstant això, moltes imatges de l'exposició es van compartir posteriorment en línia com a inspiració.

### Serveis de xarxes socials
El juliol de 2001, Yahoo —després de rebre una carta de queixa d'ANAD— va començar a eliminar els llocs pro-ana del seu servei Yahoo Clubs (ara Yahoo Groups), afirmant que aquests llocs que avalen l'autolesió eren violacions dels seus termes de servei.
LiveJournal no ha fet una declaració de posició sobre pro-ana. Però l'agost de 2007, un membre del personal es va negar a actuar sobre un informe d'abús presentat contra una comunitat pro-ana allotjada a la seva xarxa, afirmant que:
| « | Suspending pro-anorexia communities will not make anyone suffering from the disorder become healthy again. Allowing them to exist, however, has several benefits. It reassures those who join them that they are not alone in the way they feel about their bodies. It increases the chance that the friends and loved ones of the individuals in the community will discover their disorders and assist them in seeking professional help. | » |

El personal de Facebook cerca i elimina regularment grups relacionats amb pro-ana. Un portaveu del servei en línia ha afirmat que aquestes pàgines violen els termes de l'acord de servei del lloc en promoure l'autolesió en altres persones.
En el cas de MySpace no s'hi prohibia el material pro-ana i a més declararen que:
| « | "it's often very tricky to distinguish between support groups for users who are suffering from eating disorders and groups that might be termed as 'pro' anorexia or bulimia. Rather than censor these groups, we are working to create partnerships with organisations like b-eat." | » |

MySpace va optar per difondre anuncis en bàners cap a continguts de recuperació de trastorns alimentaris en les pàgines pro-ana que detectava.
El novembre de 2007, Microsoft va tancar quatre llocs pro-ana de la versió en castellà del seu servei de xarxes socials Spaces a instàncies de l'IQUA, l'organisme regulador d'Internet de Catalunya. Un portaveu de Microsoft va afirmar que aquests llocs "infringeixen totes les normes sobre el contingut creat pels usuaris i visible als nostres llocs".
El setembre de 2008, el portal web en castellà amb seu a Sant Sebastià Hispavista va retirar fòrums pro-ana a petició de la fiscalia provincial de Guipúscoa i de Children's Ombudsman of Madrid, que va afirmar que "si bé no és il·legal, la informació nociva i falsa en aquests fòrums que es difon a menors d'edat perjudicarà el seu correcte desenvolupament".
El febrer de 2012, després de consultar amb NEDA, el servei d'allotjament de blocs Tumblr va anunciar que tancaria els blocs allotjats al seu servei de microblogging que "promouen o glorifiquen activament l'autolesió", inclosos els trastorns alimentaris, i mostren advertències amb noms d'organitzacions que poden ajudar a facilitar la recuperació de les persones afectades per trastorns de la conducta alimentària, a la recerca de termes comuns a favor dels trastorns alimentaris. Malgrat això, Tumblr segueix sent un gran centre de microblogging pro-ana. Pinterest, un lloc social per compartir fotos, va modificar de manera similar els seus termes del servei i el març de 2012 per prohibir el contingut pro-ana, però igualment no va tenir èxit. Instagram va seguir l'exemple i va anunciar l'abril de 2012 que desactivaria de manera immediata qualsevol compte del seu servei d'intercanvi de fotos amb hashtags específics pro-ana a les imatges.
L'algoritme de TikTok en canvi ha estat criticat per amplificar el contingut pro-ana.

### Política
Al Regne Unit, 40 diputats van signar una moció inicial presentada el febrer de 2008 pel llavors membre dels liberals demòcrates de Cheadle, Mark Hunter, que instava el govern a actuar contra els llocs pro-ana. La moció es va programar per coincidir amb la Setmana Nacional de Conscienciació dels Trastorns Alimentaris del Regne Unit.
Al Regne Unit, Jo Swinson, la membre demòcrata liberal per East Dunbartonshire, va demanar als anunciants que adoptessin voluntàriament exempcions de responsabilitat similars en un debat d'ajornament l'octubre de 2009, i més tard en una moció inicial presentada el febrer de 2010. Ha afirmat que aquestes "fotos poden fer creure en realitats que, molt sovint, no existeixen", i que "quan els adolescents i les dones miren aquestes imatges a les revistes, acaben sentint-se descontents amb ells mateixos".
L'abril de 2008, un projecte de llei que prohibia el material que "provoca una persona a buscar una primesa excessiva en fomentant la restricció prolongada de l'alimentació" va ser presentat a l'⁣Assemblea Nacional francesa per la diputada UMP Valérie Boyer. Aquest projecte de llei proposava multar amb 30.000 euros i dos anys de presó (que s'elevaria a 45.000 euros i tres anys en cas de mort) als infractors. La ministra de Salut, Roselyne Bachelot, argumentant a favor del projecte de llei, va afirmar que "donar consells a les noies joves sobre com mentir als seus metges, dir-los quins tipus d'aliments són més fàcils de vomitar, animar-los a torturar-se sempre que prenguin qualsevol mena d'aliment no formava part de la llibertat d'expressió". El projecte de llei va ser aprovat per l'Assemblea Nacional, però es va estancar al Senat, on un informe de juny de 2008 del Comitè d'Afers Socials va declarar-se amb èmfasi contra aquesta legislació i, en canvi, va suggerir programes de detecció precoç per part d'escoles i metges.
Posteriorment, Boyer va presentar un altre projecte de llei el setembre de 2009 per obligar a exempcions de responsabilitat a les fotografies en què s'han retocat parts del cos, amb l'objectiu de reduir l'impacte de l'irrealisme a la fotografia en les noies i dones joves. El projecte de llei era dirigit aparentment a la fotografia publicitària, però podria ser àmpliament aplicable a la fotografia manipulada digitalment en general, inclosos els muntatges inspiradors. A més, imposava una sanció de 37.500 € per infracció, amb una possible pujada fins al 50% pel cost de cada anunci publicat. El projecte de llei no va ser aprovat en la seva primera lectura i va quedar relegat a la Comissió d'Afers Socials.
L'abril de 2009, el ministre neerlandès de Joventut i Família, André Rouvoet, va demanar que s'afegissin advertències de clic a tots els llocs pro-ana dels serveis d'allotjament holandesos, citant una prova reeixida d'aquestes advertències per part del blog host punt.nl el 2006. L'Associació Holandesa de Proveïdors d'Allotjament, però, ha afirmat que "Internet és simplement el reflex d'un món amb moltes coses indesitjables", i que els seus membres no poden ser considerats responsables de supervisar i denegar tot el contingut allotjat.
El març de 2012, la Knesset israeliana va aprovar un projecte de llei patrocinat per la diputada de Kadima Rachel Adato i el diputat del Likkud Danny Danon que exigia als anuncis que haguessin retocat imatges per alterar la forma del cos dels models haver de revelar completament com ho havien fet. El projecte de llei, que s'aplica tant a la publicitat de producció estrangera com de producció local, també establia un límit d'índex de massa corporal mínim de 18,5 per a les models que apareixen als anuncis, que és el mateix llindar de baix pes marcat per les directrius de l'Organització Mundial de la Salut.

### Cultura popular
En una entrevista de novembre de 2009 a Women's Wear Daily, la model Kate Moss va donar un eslògan inspirador popular com a lema per al moviment pro-ana i pro-mia: "Res no et fa estar tan bé com sentir-se prima". Moss va rebre crítiques generalitzades, sobretot per les organitzacions de recuperació de trastorns alimentaris, per avalar pro-ana. La seva agència, Storm, va declarar: "Això va ser part d'una resposta més llarga que Kate va donar durant una entrevista més àmplia que malauradament s'ha tret de context i s'ha tergiversat". Tot i això, Moss seria coneguda al món de la moda per haver ajudat a popularitzar la tendència "heroïna chic", una tendència que utilitza models amb tipus de cos despentinats, ultra prims i semblants a la pista a la passarel·la, caracteritzant les models amb la pell pàl·lida, afecció d'ulleres sota els ulls, els trets facials i del cos demacrats, l'androgínia i els cabells filosos, i tot de trets associats amb l'abús d'heroïna o altres drogues, que s'ha relacionat fins i tot amb una visió nihilista de la moda.